# Aripiprazole
Wikipédia ne donne pas d'avis médical : seul un professionnel (médecin, pharmacien, etc.) est habilité à le faire.
L'aripiprazole (DCI) est un médicament antipsychotique de troisième génération,,. Il est indiqué dans le traitement de la schizophrénie ainsi que dans les épisodes maniaques et les états mixtes des troubles du spectre bipolaire, notamment le trouble bipolaire de type I.
Il est également utilisé dans le traitement prophylactique (en prévention des rechutes) des épisodes maniaques,,,; il est commercialisé en France depuis 2004 par les laboratoires Otsuka Pharmaceutical sous le nom d'Abilify,.
Son utilisation n'est cependant pas limitée à ces cas, car l'aripiprazole est utilisé hors-AMM, c'est-à-dire en dehors de son autorisation initiale, en France et dans d'autres pays dans plusieurs troubles et maladies neuro-psychiatriques tels que l'agressivité ou l'irritabilité associée à un trouble du spectre autistique,,, les tics dans le Syndrome de Gilles de la Tourette,, les troubles obsessionnels compulsifs (TOCs) résistants aux traitements de première intention,,, avec toutefois une efficacité inférieure à la rispéridone dans ces configurations, ou encore le trouble de la personnalité borderline avec des composantes de dysrégulation émotionelle, d'impulsivité, de problèmes interpersonnels et de symptômes « sub-psychotiques »,.
Aux États-Unis, la Food and Drug Administration, l'institution s'occupant de l'autorisation des médicaments sur le marché américain, l'a autorisé comme traitement adjuvant, en cas de réponse partielle aux traitements de première intention (les antidépresseurs inhibiteurs de la recapture de la sérotonine ou ISRS) dans le cadre du traitement de l'épisode dépressif majeur le 20 novembre 2007, avec des résultats limitéset le 20 novembre 2009 pour traiter l'irritabilité chez les enfants présentant un trouble du spectre autistique.
Une demande d'autorisation pour l'utilisation en tant qu'adjuvant dans le cadre d'épisodes dépressifs majeurs a été effectuée auprès de l'Agence européenne des médicaments, mais celle-ci a été retirée le 17 novembre 2009 par son fabricant,.
On peut, de façon résumée et vulgarisée qualifier l'aripiprazole de « modulateur des activités de la dopamine et de la sérotonine dans le cerveau »,, là où les autres antipsychotiques disponibles en France peuvent être qualifiés de « réducteurs des activités de la dopamine et, dans certains cas, également de la sérotonine dans le cerveau ».
L'aripiprazole entrave moins l'activité de la dopamine, de par son mécanisme d'action, que les autres antipsychotiques de première ou de seconde génération, ce qui explique sa singularité en termes de retransmission clinique, et en termes d'effets indésirables, par rapport à ces autres médicaments.

## Pharmacologie

### Mode d'action
L'aripiprazole va exercer son action qu'on qualifie comme thérapeutique en modulant l'activité électrique circulant dans les neurones par interaction avec les molécules présentes dans les fentes séparant les neurones (les synapses).
L'aripiprazole va « bloquer » certains récepteurs de ces molécules, appelées neurotransmetteurs (rôle d'antagoniste ou agoniste inverse), mais elle va aussi agir comme un « bloqueur ou stimulant partiel » (rôle d'agoniste partiel) ou comme un « stimulant » de certains récepteurs (rôle d'agoniste).
Elle va primairement affecter les récepteurs à la dopamine, à la sérotonine, à la noradrénaline et à l'histamine, des neurotransmetteurs primordiaux au fonctionnement du système nerveux central.

### Pharmacodynamique

#### Profil pharmacologique et réceptologique
L'aripiprazole se lie à plusieurs récepteurs avec des affinités variables, exerçant des effets modulants spécifiques, fluctuant en fonction de ces affinités.
Il présente une très forte affinité pour le récepteur sérotoninergique 5-HT2B, où il agit comme agoniste inverse, ce qui pourrait contribuer à son action antidépressive et thymorégulatrice,.
Avec une forte affinité, l'aripiprazole se lie aux récepteurs dopaminergiques D2 et D3, ainsi qu'aux récepteurs sérotoninergiques 5-HT1A et 5-HT7, où il exerce une activité d'agoniste partiel, modérant ainsi la transmission de la dopamine et de la sérotonine,,; 
c'est cette action d'agoniste partiel qui lui vaut sa classification comme un antipsychotique de troisième génération, car cette molécule va pouvoir réguler les actions de la dopamine et de la sérotonine en augmentant l'activité de leurs récepteurs dans certaines zones du cerveau et en la réduisant dans d'autres, ce qui explique en partie ses actions antipsychotique et thymorégulatrice,.
Le mécanisme d’action de l’aripiprazole est donc différent de celui des antipsychotiques de seconde génération (clozapine, olanzapine, quétiapine, asénapine, rispéridone, palipéridone, lurasidone, lumatépérone, etc.), qui agissent comme antagonistes aux récepteurs D2 et aux récepteurs 5HT2A (avec comme exception l'amisulpride).
L'aripiprazole a également une affinité modérée pour les récepteurs sérotoninergiques 5-HT2A et 5-HT1D , adrénergiques α1A, α1B, α2C, α2A, et histaminiques H1, agissant principalement comme antagoniste dans ces cas, ce qui contribue à ses effets antipsychotiques, et surtout à la survenue ou non de certains effets secondaires, comme la sédation ou les fluctuations de la pression artérielle (avec l'hypotension orthostatique),; 
son antagonisme des récepteurs 5-HT2A contribue à la rareté et la diminution des effets secondaires extrapyramidaux et de l'hyperprolactinémie, en stimulant de façon indirecte le système dopaminergique,.
Enfin, il possède une affinité faible pour plusieurs récepteurs, notamment adrénergiques α2B, sérotoninergiques 5-HT2C, 5-HT3, 5-HT6, 5-HT1B, et dopaminergiques D4 où il exerce des actions d'antagoniste (pour les récepteurs 5-HT3, 5-HT6, 5-HT1B) ou d'agoniste partiel (pour les récepteurs 5-HT2C et D4), influençant de manière plus subtile les processus cognitifs, émotionnels, comportementaux et métaboliques,,,.

#### Niveaux d'occupation
Les niveaux d’occupation sur les récepteurs D2 et D3 sont dose-dépendants et globalement hauts, allant de ~71 % à 2 mg·jour-1, à 85 % à 10 mg·jour-1 et jusqu’à ~96 % à 40 mg·jour-1,.
La plupart des antipsychotiques se lient[Quoi ?] en général dans le striatum mais il semble que l’aripiprazole soit moins sélectif sur ce point, avec des taux élevés partout dans le cerveau.
Récemment, il a été démontré que chez les souris déficientes en récepteurs sérotoninergiques 5-HT7, l'aripiprazole ne réduit pas le temps d'immobilité[Quoi ?] lors du test de la nage forcée[Quoi ?], mais qu’en fait, il l'augmente,.
Le rôle joué par cet effet antagoniste sur le récepteur sérotoninergique 5-HT7 semble lié aux effets antidépresseurs de l'aripiprazole, à l'instar de l'amisulpride,,.

## Effets secondaires
Comme tous les médicaments, l'aripiprazole est susceptible d'entraîner des effets indésirables,.
Un suivi des paramètres sanguins du patient se révèle bien souvent nécessaire afin de garder sous contrôle les modifications des taux de glycémie et de cholestérol pour pallier la survenue d'un diabète de type 2.
Selon la notice du fabricant, à la suite des tests avant commercialisation, une dyskinésie tardive peut apparaître même dans le cas de traitements de moins d'un an, et ce y compris à de très faibles doses, avec une probabilité d'environ 1,7 %.
Dans le cadre d'une utilisation en tant qu'adjuvant, l’innocuité et l’efficacité n’ont pas été systématiquement évaluées dans le cadre d’essais contrôlés de plus de six semaines. Par conséquent, on ignore la durée requise du traitement d’association comprenant de l'aripiprazole. Le médecin qui choisit d’administrer de l'aripiprazole en association avec des antidépresseurs pour traiter une dépression majeure doit donc l'utiliser pendant la période la plus brève qui est cliniquement indiquée.
Lorsqu’ils envisagent de prescrire de l'aripiprazole en tant que traitement d’association pour la dépression majeure, les psychiatres doivent tenir compte des préoccupations relatives à l’innocuité associées à tous les antipsychotiques. Les préoccupations relatives à l’innocuité des médicaments de cette classe sont notamment : le gain de poids, l’hyperlipidémie, l’hyperglycémie, la dyskinésie tardive et le syndrome malin des neuroleptiques. Dans ces conditions, l'aripiprazole ne devrait être prescrit à des patients atteints d’une dépression majeure que par des médecins expérimentés dans le dépistage précoce et la prise en charge des problèmes d’innocuité associés à cette classe de médicament.
Toujours dans ce cadre en tant que complément à un traitement par antidépresseur, la proportion d'effets secondaires tels akathisie et mouvements extrapyramidaux est plus importante,,,,,,,, mais cela semble ne pas avoir d'effet négatif sur la fonction sexuelle. Dans une certaine mesure chez la femme mais pas chez l'homme, des améliorations ont peut-être été mises en évidence. Le gain de poids dans le cadre d'une utilisation en tant qu'adjuvant est significatif à savoir une moyenne de 1,6 kg après six semaines et après 52 semaines, une moyenne de 4,2 kg soit une moyenne de 23 % de patients constatant une modification de poids supérieure à 7 %.L'aripiprazole peut augmenter l'appétit et il a été constaté que des patients pouvaient atteindre des situations de surpoids.
L'aripiprazole peut exercer des effets sur la libido,. Toujours dans ce cadre complémentaire dans le traitement de dépression majeure, dans une étude et un suivi de patients sur maximum un an, le fabricant indique un taux de 0,4 % (4/994) d'apparition de dyskinésie tardive. On sait aujourd'hui qu'il serait de 1,7 % (certaines études avançant un chiffre de 3,4 %).
À l'instar de la majorité des antidépresseurs tels imipramine, paroxétine, venlafaxine, etc., plus le patient métabolise lentement au niveau du cytochrome CYP2D6, plus il peut s'attendre à avoir des effets secondaires importants. Dans certains cas, la balance avantages/inconvénients penchera clairement du côté inconvénients et le patient n'en ressentira que les effets secondaires sans en avoir l'avantage thérapeutique.

### Neuropsychiques
Les effets secondaires du système nerveux comportent l’agitation (25 %), l'anxiété (20 à 25 %), l’insomnie (20 à 24 %), l'akathisie (10 à 15 %, et dans le cadre d'une utilisation en tant qu'adjuvant 25 %,), des étourdissements (11 %), une somnolence (11 à 12 %), la sédation (7 %), l’apparition d’un syndrome extrapyramidal (6 %), des tremblements (3 à 9 %), de la nervosité (5 %), une augmentation de la salivation (3 %), de la confusion et une démarche anormale, des troubles de la concentration, une dystonie (trouble moteur), de la vasodilatation[réf. nécessaire].
Les troubles moins fréquents suivants ont été rapportés : paresthésie, impuissance, tremblement des extrémités, hypoesthésie, vertiges, stupeur, la bradykinésie, apathie, diminution de la libido, hypersomnie, dyskinésie, l'ataxie, accident vasculaire cérébral, hypokinésie, dépersonnalisation, troubles de la mémoire, délire, dysarthrie, la dyskinésie tardive, akathisie tardive, l'amnésie, l'hyperactivité, augmentation de la libido, myoclonies, syndrome des jambes sans repos, neuropathie, dysphorie, hyperkinésie, ischémie cérébrale, l'augmentation des réflexes, akinésie, diminution de la conscience, hyperesthésie, ralentissement de la pensée (baisses cognitives), syndrome du lapin.
Plus rarement, émoussement affectif, euphorie, défauts de coordination, une hypotonie, syndrome buccoglossal, diminution des réflexes et hémorragies intracrâniennes. Des convulsions ont été rapportées chez moins de 0,1 à 0,3 % des patients. Des crises de grand mal (épilepsie) ont été aussi rapportées depuis la commercialisation.
La dyskinésie tardive peut être plus fréquente chez les personnes âgées, surtout les femmes âgées, recevant des antipsychotiques tels l'aripiprazole. L'étiologie exacte du développement de la dyskinésie tardive secondaire à un traitement par antipsychotique est inconnue. Cependant, la recherche a suggéré que le risque de dyskinésie tardive et la probabilité qu'elle sera irréversible sont fortement corrélés à la durée totale du traitement et la dose cumulative totale de médicaments antipsychotiques administrés au patient. Si un patient recevant un traitement par aripiprazole montre des signes et / ou des symptômes de dyskinésie tardive, l’arrêt du traitement doit être envisagé, mais cela peut ne pas être une option cliniquement réalisable pour tous les patients.
Le fabricant[Lequel ?] signale que les patients âgés (moyenne = 84 ans) inscrits dans des études[réf. nécessaire][Lesquelles ?] contrôlées par placebo portant sur l'utilisation de l'aripiprazole dans le traitement de la psychose liée de la démence ont montré une incidence accrue d'effets indésirables vasculaires cérébraux, par exemple, accidents vasculaires cérébraux et crises d'ischémie transitoire menant parfois au décès. L'incidence de ces effets peuvent être liés à la dose.
Une relation dose-réponse peut exister entre l'aripiprazole et la somnolence (placebo, 7,7 %, 15 mg, 8,7 %, 20 mg, 7,5 %, 30 mg, 15,3 %)[réf. nécessaire].
Une aggravation possible d’agitation préexistante à la suite de l'instauration du traitement par aripiprazole a été signalée[Par qui ?][réf. nécessaire].
Deux cas de dystonie aiguë induit par l'aripiprazole ont été rapportés[réf. nécessaire]. Dans un cas, les symptômes ont disparu après un traitement avec trihexyphénidyle et dans l'autre cas après l'arrêt de l'aripiprazole. Les symptômes de dystonie, contractions anormales prolongées de groupes de muscle, peuvent se produire dans les individus susceptibles pendant les quelques premiers jours de traitement. Les symptômes dystoniques incluent : spasme des muscles de la nuque, progressant quelquefois à la contraction de la gorge, difficulté à avaler, une difficulté respiratoire et / ou protrusion de la langue. Bien que ces symptômes peuvent survenir à faibles doses, ils se produisent plus fréquemment et avec une plus grande sévérité à de plus fortes doses de médicaments antipsychotiques de première génération. Un risque élevé de dystonie aiguë est observé chez les mâles et les groupes d'âge plus jeunes.
Au moins deux cas de convulsions provoquées par l'aripiprazole ont été rapportés.
Des cas de jeu pathologique ont aussi été rapportés comme mentionné dans la notice enregistrée auprès de l'Union Européenne.

### Gastro-intestinaux
Les effets secondaires gastro-intestinaux ont inclus des nausées (14 à 16 %), dyspepsie (15 %), constipation (10 à 13 %), les vomissements (11 à 12 %), sécheresse buccale (5 %), douleurs abdominales (3 %), et l'hypersécrétion salivaire (2 %).
Moins fréquemment apparaît une augmentation de l'appétit, une dysphagie, une gastro-entérite, la flatulence, les caries dentaires, la gastrite, hémorragie gastro-intestinale, les hémorroïdes, le reflux gastro-œsophagien, des abcès parodontaux, une incontinence fécale, des hémorragies rectales, stomatite, colite, œdème de la langue, cholécystite, ulcère de la bouche, candidose buccale, éructation gingivite, impaction fécale, selles molles, une distension abdominale, selles sanglantes, des douleurs gingivales, des douleurs abdominales basses, douleur buccale, des nausées, fécalome, fracture des dents, les lèvres sèches et lithiase biliaire.
Plus rarement les symptômes suivants ont été rapportés : œsophagite, hématémèse, obstruction intestinale, ulcère gastro-duodénal, glossite, méléna, ulcère duodénal, chéilite, douleurs abdominales, lèvres gercées, parodontite, aptyalisme, douleurs gastro-intestinales, hypoesthésie orale, hernie inguinale, hyperchlorhydrie, syndrome du côlon irritable, saignements gingivaux, glossodynie et pancréatite.

### Dermatologiques
Les effets secondaires dermatologiques ont souvent inclus : des ulcères de la peau, la transpiration, et la peau sèche.
Moins fréquemment : prurit, rash vésiculobulleux, acné, eczéma, décoloration de la peau, alopécie, séborrhée, cellulite, onychomycose, et psoriasis.
Plus rarement : éruption maculo-papuleuse, dermatite exfoliative, folliculite, éruption pustuleuse, et urticaire.

### Respiratoire
Les données collectives recueillies auprès de 17 études cliniques contrôlées versus placebo (n = 5 106) impliquant l'utilisation d'antipsychotiques de seconde et de troisième génération, y compris l'aripiprazole, pour le traitement des troubles du comportement chez les patients âgés atteints de démence ont montré un risque de mort 1,6 à 1,7 fois plus important chez le patient traité que chez le patient sous placebo. La durée moyenne pour les essais était de 10 semaines, la cause du décès dans la majorité des cas, mais pas tous, a été signalé comme cardiovasculaire. L'aripiprazole n'est pas approuvé par la FDA pour utilisation dans le traitement des troubles du comportement chez les patients âgés atteints de démence.
Un risque accru de mortalité, peut-être due à une infection comme la pneumonie, a été rapporté avec l'utilisation de l'aripiprazole dans le traitement des troubles du comportement chez les patients âgés atteints de démence.
Les effets indésirables respiratoires ont souvent inclus bronchite (6 %), pharyngite (4 %), rhinite (4 %), toux (3 %), sinusite, dyspnée, pneumonie et l'asthme.
Moins fréquemment : saignements de nez, hoquet, laryngite, et la pneumonie d'inhalation.
Plus rarement : l'œdème pulmonaire, augmentation des expectorations, l'embolie pulmonaire, l'hypoxie, insuffisance respiratoire, apnée, voies nasales sèches et hémoptysie.

### Musculosquelettiques
Les effets secondaires musculosquelettiques ont souvent inclus arthralgies (5 %), myalgies (4 %), douleurs dans les extrémités (4 %), et les crampes musculaires.
Moins fréquemment : myasthénie, arthrose, douleurs osseuses, arthrite, faiblesse musculaire, spasmes, les bursites et la myopathie.
Plus rarement : la polyarthrite rhumatoïde, une rhabdomyolyse, une tendinite, une ténosynovite.

### Ophtalmologiques
Les effets indésirables oculaires incluent vision floue (3 %) et conjonctivite.
Moins fréquemment : sécheresse oculaire, douleur oculaire, la cataracte, la blépharite, une rougeur des yeux, une irritation des yeux, du blépharospasme, des troubles visuels, un écoulement oculaire, un larmoiement accru et des hémorragies oculaires.
Plus rarement : diplopie, fréquents clignements, un ptosis, une amblyopie, photophobie, trouble de la fonction des paupières, œdème de la paupière.

### Hypersensibilité
Rarement des cas de réaction anaphylactique, œdème de Quincke, laryngospasme, spasmes oropharyngés, prurit et urticaire ont été rapportés.

### Cardiovasculaires
L'aripiprazole peut être associé à une hypotension orthostatique.
Un risque accru de mortalité, probablement en raison d'insuffisance cardiaque ou mort subite, a été rapporté avec l'utilisation de l'aripiprazole dans le traitement des troubles du comportement chez les patients âgés atteints de démence.
Un cas de bloc de branche droit incomplet dose-dépendante a été rapporté à la suite de l'utilisation de l'aripiprazole. Les résultats de l’électrocardiogramme sont revenus à la normale après l'arrêt du traitement. Un cas de crise hypertensive avec tachycardie s’est confirmé lors de la reprise du traitement.
Les effets fréquents ont inclus : hypertension (2 %), hypotension, bradycardie, et les deux ventriculaires[Quoi ?] et la tachycardie supraventriculaire.
Moins fréquemment : palpitation, hémorragie, insuffisance cardiaque, infarctus du myocarde, arrêt cardiorespiratoire, fibrillation atriale, bloc atrio-ventriculaire, allongement de l'intervalle QT, extrasystoles, ischémie myocardique, thrombose veineuse profonde, l'angine de poitrine, pâleur, cyanose et phlébite.
Plus rarement : bloc de branche, flutter atrial, malaise vagal, cardiomégalie, cardiomyopathie, thrombophlébite et insuffisance respiratoire.

### Hématologiques
Les facteurs de risque possibles de leucopénie/neutropénie comprennent une faible numération préexistante de globules blancs (WBC) et une histoire de leucopénie/neutropénie induite par le médicament. Les patients ayant des antécédents de WBC bas cliniquement significative ou une leucopénie/neutropénie induite par le médicament devraient avoir leur numération globulaire complète (CBC) contrôlée fréquemment pendant quelques premiers mois de thérapie et la cessation de l'aripiprazole doit être considérée au premier signe d'un déclin clinique significatif dans leur WBC, faute d'autres facteurs étiologiques.
Les patients présentant une neutropénie cliniquement significative devraient être soigneusement contrôlés pour la fièvre ou d'autres symptômes ou signes d'infection et traités rapidement si de tels symptômes ou des signes se produisent. Les patients présentant une neutropénie sévère (nombre absolu de neutrophiles inférieur à 1000⁄mm3) devraient arrêter l'aripiprazole et faire suivre leur WBC jusqu'à la récupération.
Les effets indésirables hématologiques ont souvent inclus : ecchymoses et anémie.
Mons fréquemment : hypochrome, leucocytose, leucopénie, lymphadénopathie, éosinophilie et une anémie macrocytaire.
Plus rarement : thrombocytémie, thrombopénie, purpura thrombopénique idiopathique, et pétéchies.
Dans l'essai clinique et/ou l'expérience post-commercialisation, les événements de leucopénie/neutropénie ont été rattachés aux agents antipsychotiques, y compris l'aripiprazole. Des cas d'agranulocytose ont également été signalés.

### Métaboliques
Les effets secondaires sur le métabolisme ont souvent inclus : la perte ou la prise de poids, augmentation de la créatine phosphokinase et la déshydratation. Dans le cadre d'une utilisation en tant qu'adjuvant à une thérapie antidépressive, la prise de poids se concrétise chez environ 30 % des patients,.
Moins fréquemment : œdème, l'hyperglycémie, l'hypercholestérolémie, l'hypokaliémie, diabète, hypoglycémie, l'hyperlipémie, l'augmentation de SGPT, la soif, augmentation de l'urée, hyponatrémie, élévation des ALAT, élévation de la créatinine, une cyanose, augmentation des phosphatases alcalines, bilirubinémie, l'anémie ferriprive, hyperkaliémie, hyperuricémie, et l'obésité.
Plus rarement : augmentation de lactate déshydrogénase, une hypernatrémie, la goutte et la réaction hypoglycémique.
Les cas extrêmes de l'hyperglycémie associés à l'acidocétose, coma hyperosmolaire ou décès ont été rapportés chez des patients traités avec des antipsychotiques atypiques. Il y a eu quelques rapports d'hyperglycémie chez les patients traités par l'aripiprazole.
Bien que rare, l'hyponatrémie induite par l'aripiprazole a été rapportée. Dans ce cas, celle-ci s’est développée deux jours après le début du traitement à 10 mg par jour et s’est résolue une semaine après l'arrêt du traitement.

### Psychiatriques
Les effets secondaires psychiatriques ont souvent inclus : dépression, réaction schizophrénique, hallucinations, hostilité, réaction paranoïaque, pensées suicidaires, réaction maniaque, délire et rêves anormaux.
Moins fréquemment : labilité émotionnelle, attaque de panique, la réaction maniaco-dépressive, et l'hallucination visuelle.
Plus rarement : pensée obsessionnelle et la déréalisation.
En outre, au moins un cas d’aggravation de psychose a été associé à l'aripiprazole.
Une aggravation possible d’un trouble schizo-affectif préexistant avec l'instauration du traitement aripiprazole a été signalée.
Deux cas de psychose et d'apparition de manie ont été rapportés chez des patients bipolaires. Les symptômes ont disparu chez les deux patients à la suite de l’arrêt du traitement.

### Appareil génito-urinaire
Les effets secondaires urogénitaux incluent : vaginite (6 %), infection des voies urinaires (5 %), l'incontinence urinaire et l'impuissance.
Moins fréquemment : pollakiurie, leucorrhées, rétention urinaire, la cystite, hématurie, dysurie, aménorrhée, hémorragie vaginale, trouble de l'éjaculation, insuffisance rénale, candidose vaginale, l'urgence urinaire, la gynécomastie, albuminurie, douleurs mammaires, mycose vaginale, pyélonéphrite et combustion urinaire[Quoi ?].
Plus rarement : nycturie, polyurie, ménorragies, anorgasmie, glycosurie, cervicite, hémorragie de l'utérus, lactation, lithiase urinaire et priapisme.
Un cas de priapisme récurrent lié à l'utilisation de l'aripiprazole a été signalé. Dans ce cas, le premier épisode de priapisme a eu lieu quelques heures après la première dose d'aripiprazole et a perduré sur une période de 7 jours, même si aucune dose supplémentaire d’aripiprazole n’a été prise. Les auteurs suggèrent que la récurrence de priapisme plus d'une semaine peut s'expliquer par la longue demi-vie de l'aripiprazole.

### Hépatiques
Rarement, des effets secondaires hépatiques tels hépatite, hépatomégalie, cholécystite, lithiase biliaire, jaunisse ont été rapportés.

### Endocriniens
Rarement, les effets secondaires endocriniens suivant sont apparus : hypothyroïdie, goitre, hyperthyroïdie, l'hyperparathyroïdie.

### Autres
Plusieurs cas de syndrome malin des neuroleptiques aripiprazole-associé (SMN) ont été rapportés. Il convient de noter que le SMN, qui est généralement caractérisé par une rigidité musculaire, une dysphagie, des tremblements, fièvre, sueurs, anxiété, tachycardie, hypertension artérielle labile, et la conscience altéréé, peut se présenter d'une manière atypique par l'aripiprazole (c. apparition retardée ou tardive de typiques symptômes tels que hyperthermie). On a identifié qu'un facteur de risque pour le développement de SMN est la période pendant le passage d'un traitement antipsychotique à un autre.
D'autres effets secondaires ont souvent inclus des maux de tête (31 à 32 %), asthénie (7 à 8 %), blessure accidentelle (5 à 6 %), la fatigue (6 %), la douleur (3 %), fièvre (2 %), œdème périphérique (2 %), le syndrome de la grippe, des douleurs thoraciques, des douleurs au cou, la douleur pelvienne, et la rigidité dans le cou et/ou des extrémités. Peu fréquemment : œdème du visage, tentatives de suicide, malaise, frissons, photosensibilité, la rigidité du bras, douleur à la mâchoire, des ballonnements, sensation d'oppression (abdomen, le dos, les extrémités, la tête, la mâchoire, le cou et la langue), distension abdominale, gêne respiratoire, maux de gorge, des douleurs d'oreille, acouphène, otite moyenne, altération du goût, de la fièvre, troubles de la marche, l'œdème, la détérioration générale de la santé physique, sensation de nervosité, diminution de la mobilité, de la soif, sensation de froid, des difficultés à marcher, des douleurs faciales, de la lenteur, et la surdité.
Plus rarement : candidose, la lourdeur de tête, sensation de gorge serrée, le syndrome de Mendelson, coup de chaleur, l'otite externe, des vertiges, une inflammation localisée, un gonflement, une énergie accrue, abasia, xerosis, hyperthermie, hypothermie, choc septique, l'appendicite, et le syndrome malin des neuroleptiques.

## Sevrage
Le sevrage du patient sous aripiprazole devrait idéalement se faire de manière lente et progressive : ainsi, la British National Formulary recommande un sevrage progressif dans le cadre des traitements par antipsychotiques pour éviter un syndrome de manque ou une rechute rapide, de nouveaux symptômes pouvant apparaître dans tout type d'arrêt d'antipsychotiques, le praticien doit vérifier de façon consciencieuse le rapport bénéfice-risque du traitement pour le patient, les études actuelles concernant l'arrêt de l'aripiprazole sont disparates et ne convergent pas vers un cadre unique,,.
L'aripiprazole influence les récepteurs D2 et D1 ainsi que les récepteurs 5-HT1 et les récepteurs 5-HT2A mais peu les récepteurs cholinergiques, adrénergiques et histaminiques. Entre autres, cela pourrait expliquer plusieurs symptômes de sevrage de patients ayant été traités avec de l'aripiprazole pour des troubles divers allant de la dépression, à l'autisme, à la psychose et à la schizophrénie (quelques cas d'arrêt abrupt de dose thérapeutiques 10 mg et plus ayant induit des symptômes dit positifs rapidement).
Selon Goudie et Cole, le sevrage d'aripiprazole surtout à des doses très faibles ressemble au sevrage des inhibiteurs sélectifs de la recapture de la sérotonine utilisés pour le traitement des épisodes dépressifs et suggère des mécanismes sérotoninergiques. Comme reporté par Goudie et Cole "la compréhension de la neuropharmacologie de l'arrêt des antipsychotiques au niveau scientifique fondamental est très limitée pour ne pas dire virtuellement absente"
Les symptômes de sevrage comprennent généralement des nausées, des vomissements et une perte d'appétit. D'autres symptômes peuvent inclure l'agitation, une transpiration accrue et des troubles du sommeil. Moins fréquemment, il peut y avoir une sensation de vertige, d'engourdissement ou de douleurs musculaires. Les symptômes disparaissent généralement après une courte période de temps

## Surdosage
Les enfants ou les adultes qui ont ingéré une surdose aiguë ont manifesté généralement une dépression du système nerveux central allant de la sédation légère à un coma, les concentrations sériques de l'aripiprazole et déhydroaripiprazole chez ces patients étaient élevées jusqu'à 3-4 fois plus que les niveaux thérapeutiques normaux, mais à ce jour, aucun décès n'a été enregistré à la suite d'une overdose.

## Fabrication

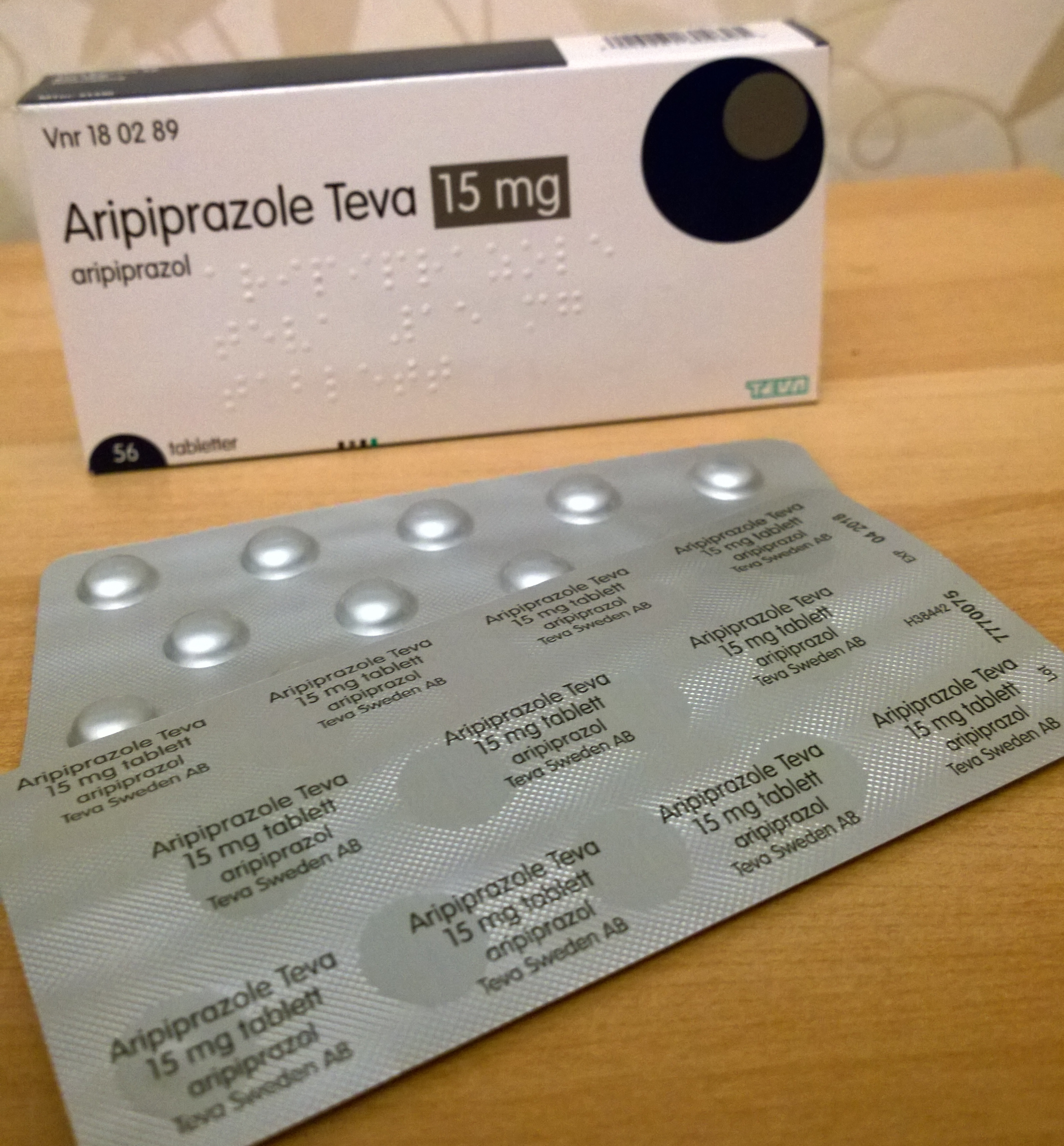
Aripiprazole générique, de la Suède.

La molécule est obtenue par synthèse.

## Interactions
L'aripiprazole est un substrat des cytochromes CYP2D6 et CYP3A4.
Les inducteurs du CYP3A4 (comme la carbamazépine) pourraient provoquer une augmentation 
de la clairance de l’aripiprazole et une diminution des taux sanguins. De plus, les inhibiteurs du 
CYP3A4 (comme le kétoconazole) ou du CYP2D6 (comme la quinidine, la fluoxétine ou la 
paroxétine) peuvent inhiber l’élimination de l’aripiprazole et provoquer une augmentation des 
taux sanguins.
Environ 8 % des personnes blanches n’ont pas la capacité de métaboliser les substrats du 
CYP2D6 et sont considérés comme des métaboliseurs lents, alors que le reste de la population 
fait partie des métaboliseurs rapides. La capacité de métaboliser le CYP2D6 doit être prise en 
compte lorsque l’aripiprazole est administré de façon concomitante avec des inhibiteurs du 
CYP2D6,. Dès lors, toute personne prenant de l’aripiprazole devra voir son dosage adapté lorsqu’elle prend également d’autres substances ou lorsqu'elle est un métaboliseur faible du CYP2D6, comme mentionné dans les autorisations de mise sur le marché en Europe et au Canada.
Un suivi sanguin des taux de glucides et de sucres ainsi qu'un contrôle de poids régulier (au moins une fois par mois) est recommandé dans les bonnes pratiques de traitement dans les notices de mise sur le marché.
Du fait de son activité antagoniste sur les récepteurs α1-adrénergiques, l’aripiprazole peut 
augmenter l’effet de certains antihypertenseurs.
L’aripiprazole peut aussi changer les effets de l’alcool. Une étude a montré que l’aripiprazole renforçait l’effet sédatif de l’alcool et diminuait l’effet euphorique généralement associé à la consommation d’alcool. Tandis qu’une autre étude ne montrait aucune différence par rapport à un placebo.

## Pharmacocinétique
L'aripiprazole affiche une pharmacocinétique linéaire et a une demi-vie d'environ 75 heures. Les concentrations plasmatiques à l'équilibre sont atteints après environ 14 jours. La concentration plasmatique maximale est atteinte 3 à 5 heures après l’administration orale. La biodisponibilité des comprimés par voie orale est d'environ 90 % et le médicament subit une métabolisation hépatique (déshydrogénation, hydroxylation et N-désalkylation), principalement par les enzymes CYP2D6 et CYP3A4. Son seul métabolite actif connu est le déhydro-aripiprazole, qui s'accumule généralement à environ 40 % de la concentration de l'aripiprazole. Le médicament est excrété seulement sous forme de traces, et ses métabolites, actifs ou non, sont excrétés dans les fèces et l'urine. Utilisé quotidiennement, les concentrations cérébrales seront en augmentation jusqu'à une stabilisation après un laps de temps de 10 à 14 jours.
Sous sa forme injectable, après 4 injections, sa demi-vie est de 46,5 jours.

## Dosage
Pour la schizophrénie l'aripiprazole est efficace entre 10 et 30 mg/jour, des doses inférieures (2 et 5 mg) échouent à contrôler les symptômes psychotiques par apport au placebo à partir de la 5e semaine mais améliorent les symptômes négatifs.
Il existe dans le marché sous plusieurs formes :
- Injection intramusculaire, solution : 7,5 mg·mL-1 (ampoules de 1,3 mL soit 9,75 mg)
- Solution, oral : 1 mg·mL-1 (150 mL) [contient du propylène glycol, du saccharose 400 mg·mL-1, et du fructose 200 mg·mL-1 ; goût orange]
- Comprimé : 2 mg, 5 mg, 10 mg, 15 mg, 20 mg, 30 mg
- Comprimé fondant en bouche : 10 mg [contient de la phénylalanine 1,12 mg ; goût vanille] ; 15 mg [contient de la phénylalanine 1,68 mg ; goût vanille]

## Confusions possibles avec des médicaments aux noms similaires
Il faut faire attention au suffixe « -prazole » associé aux inhibiteurs de la pompe à protons comme l'oméprazole, le pantoprazole et lansoprazole. Ces derniers sont utilisés dans le cadre d'un traitement de lésion gastro-duodénales, de l'ulcère gastrique ou duodénal et de l'œsophagite du reflux gastro-œsophagien. Prescrit à tort à ce type de patient, l'aripiprazole peut provoquer des effets secondaires indésirables. Il peut aussi être confondu avec les antifongiques « -azole » tels que clotrimazole ou kétoconazole, notamment utilisés pour traiter les mycoses et candidoses.

## Marché
Il s'agit de la première molécule pharmaceutique, en valeur, aux États-Unis, en 2013, avec un chiffre d'affaires estimé à 4.7 milliards de dollars.
L'aripiprazole a été développé, sous le nom Abilify (prononcé en anglais : [əbɪlɪfaɪ]), par Otsuka Pharmaceutical (Japon) ; la commercialisation dans le reste du monde est assurée par Bristol-Myers Squibb. Des génériques existent, produits par Accord, Arrow, BGR, Cristers, EG, Evolugen, Focus, Viatris, Sandoz, Teva, Zentiva, Zydus.